# عافوه هيرش
عافوه هيرش (بالإنجليزية: Afua Hirsch)‏ هي صحفية ومحامية، تعمل على تطوير حقوق الإنسان في إقليم أشانتي. ولدت في مدينة ستافانغر النرويجية، لأب إنجليزي الأصل. ترعرعت في إنجلترا، وعاشت في كل من إنجلترا والسنغال. تعمل حاليا محررةً لقسم العلاقات العامة والتعليم في صحيفة سكاي نيوز. عملت سابقا مراسلة في غرب أفريقيا لدى صحيفة الغارديان البريطانية.

## بداية حياتها
ولدت عافوه هيرش في ستافانغر النرويجية لأب إنجليزي الأصل وأم أشانتية من أشانتي. وترعرعت في إنجلترا.

## سيرتها المهنية
عملت عافوه هيرش في التنمية والقانون والصحافة الدولية. بدأت العمل كمحامية دفاع في القضايا الجنائية والعامة والقانون الدولي. ثم أصبحت المراسلة القانونية لصحيفة الجارديان.
في مايو 2013، قدمت عافوه هيرش خطابا مؤثرا عن النساء تحت التهديد في مالي في منتدى الحرية في أوسلو حيث تحدثت عن نِسَب النساء اللواتي يتعرضن للاعتداء الجنسي والاغتصاب الجماعي وعن زواج بعض النساء قسراً. في نهاية خطابها تحدثت عن قضية تعنيف النساء نفسياً التي تم تجاهلها، وأكدت أنه يعدّ أكبر تهديد يواجه مستقبل دولة مالي.
شاركت عافوه أيضا في حلقة نقاش بعنوان «النساء تحت التهديد» التي استضافت أيضا الصحفية اللبنانية جنان موسى والناشطة في مجال حقوق المرأة المصرية الفنلندية ثريا بهجت والشريك المؤسس والمدير التنفيذي المساعد لمؤسسة بانزي الأمريكية لي آن دو ريوس. وقامت الصحافية فيليبا توماس ومقدم أخبار تلفزيون هيئة الاذاعة البريطانية بإدارة حلقة النقاش بينهن.
انضمت عافوه إلى صحيفة سكاي نيوز كمحررة للشؤون الاجتماعية والتعليم في بداية عام 2014.

## روابط خارجية
- عافوه هيرش على موقع IMDb (الإنجليزية)
- عافوه هيرش على موقع ميوزك برينز (الإنجليزية)